# Знаменская церковь (Вознесенская Давидова пустынь)
Храм в честь иконы Божией Матери «Знамение» Вознесенской Давидовой пустыни (Знаменская церковь) — православный храм мужского монастыря Вознесенская Давидова пустынь в городском округе Чехов, в селе Новый Быт. Относится к Чеховскому благочинию Подольской епархии Русской православной церкви.
Каменный храм в честь иконы Божией Матери «Знамение», с которой, по монастырскому преданию, основатель Вознесенской Давидовой пустыни преподобный Давид Серпуховский пришёл на место, где впоследствии основал обитель, был устроен на средства жены статского советника Михаила Ивановича Бобрищева-Пушкина Анастасии Васильевны в 1740 году, в цокольном этаже здании колокольни, которая была построена на месте надгробной часовни преподобного Давида, скончавшегося в 1529 году. Является памятником архитектуры федерального значения.